# Itzel Granados
Itzel Granados (Ciudad de México, octubre de 2000) es una patinadora mexicana. Representó a México en la categoría femenil de skateboarding en los Juegos Olímpicos de Tokio de 2020. Además, Vans la ha nominado como un pilar dentro de la campaña Vanguards, que es una iniciativa global que alienta a las mujeres a patinar.

## Biografía
La patinadora se inició en el deporte cuando tenía 11 años, por un vecino que patinaba fuera de su casa, ella le pidió su patineta y él accedió, pero después de que ella hizo un salto más alto que él,  este decidió ya no prestarle la tabla. Así que su papá le compró su primera patineta.

## Medallas y reconocimientos
- Itzel se presentó en Seattle, Washington en Skate Like a Girl en 2022,  junto con patinadoras como Elissa Steamer, Vanessa Torres y Nora Vasconsellos.[5][6]
- En 2017, obtuvo el tercer lugar en los Juegos Panamericanos de Bogotá, Colombia.[2]
- En la sexta edición de Exposure, el evento anual más grande de mujeres skaters en San Diego, California, en categoría amateur obtuvo un 4o lugar y en el 2018 en categoría profesional 13vo lugar.[7][8]
- En 2018, la mexicana ganó bronce en el Campeonato Panamericano de Skateboarding en Lima, Perú.[9]
- En 2019, ganó el primer lugar en el Vans Royal Side Stripe, en Ciudad de México.[10]
- En 2021 Itzel ganó la medalla de plata en evento de skateboarding de los Juegos Panamericanos Junior en Cali, Colombia.[11][12][13]
- En 2023, la patinadora mexicana participó en el Street and Park World Championships en Sharjah, Emiratos Árabes Unidos, que servirá como clasificatorio a los próximos Juegos Olímpicos de París 2024.[14][15]

## Influencias
- Fabiana Delfino